# Grue
Grue ist eine Kommune im norwegischen Fylke Innlandet. Die Kommune hat 4513 Einwohner (Stand: 1. Januar 2025). Verwaltungssitz ist die Ortschaft Kirkenær. In Grue kam es im Jahr 1822 zum Brand der Kirche von Grue, einem der verheerendsten Kirchenbrände Norwegens, der über 100 Todesopfer forderte.

## Geografie

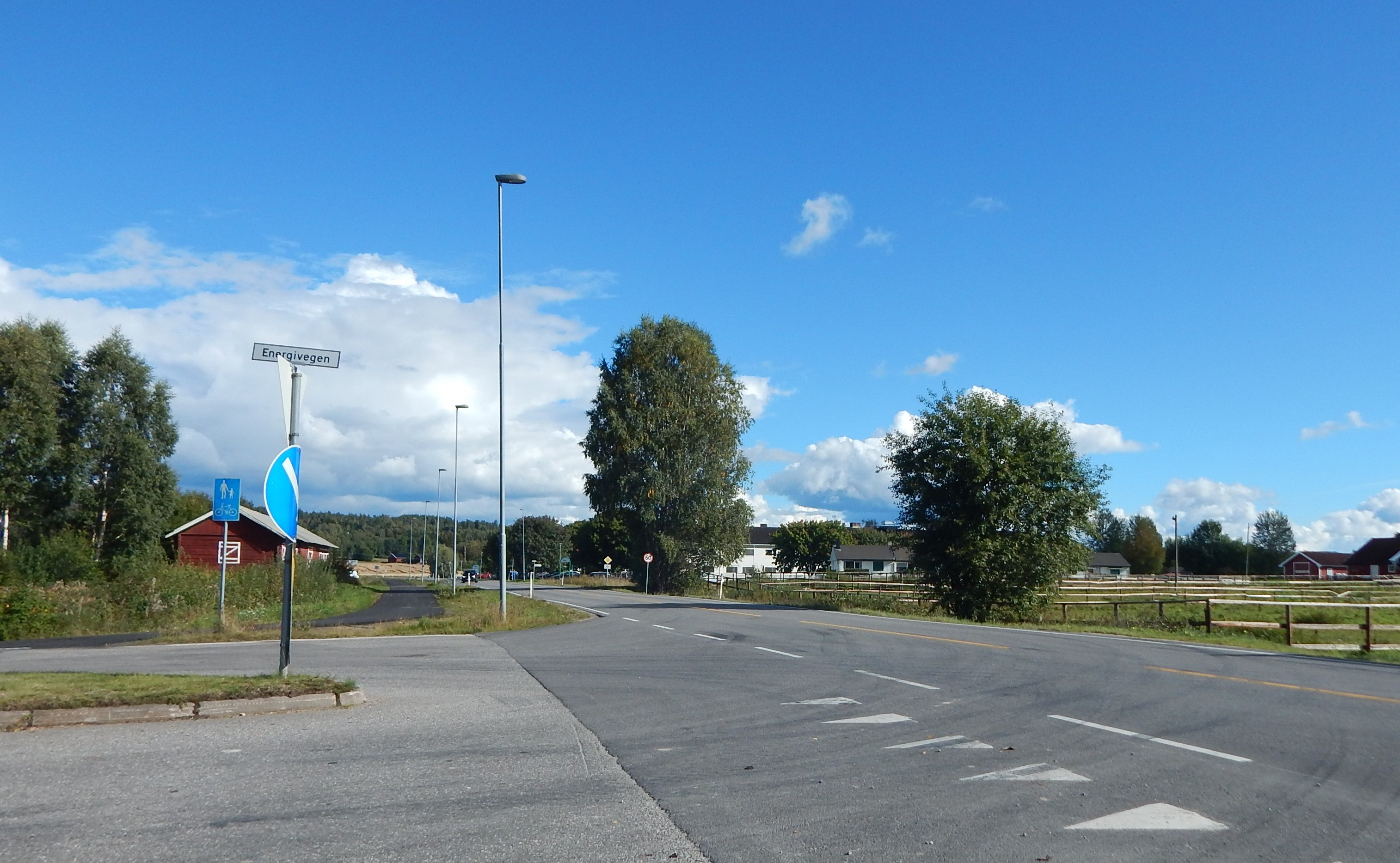
Fylkesvei 201 am Rand von Kirkenær

Die Kommune Grue liegt in der Landschaft Solør im Südosten des Fylkes Innlandet an der Grenze zu Schweden. Die Gemeinde grenzt im Norden an die Kommune Åsnes, im Westen an Nord-Odal, im Südwesten auf einer kurzen Strecke an Sør-Odal sowie im Süden an Kongsvinger. Im Osten grenzt Schweden an Grue an. Durch den Westen von Grue fließt aus dem Norden kommend die Glomma, Norwegens längster Fluss. In Grue mäandert die Glomma stark und legt insgesamt 25 Kilometer zurück. Über die Zeit hinweg kam es zur Ablagerung von mächtigen Kies- und Sandschichten. Entlang des Ufers wurde durch Baumaßnahmen versucht, die starke Erosion zu vermindern. Östlich des Flusses liegen einige größere Seen. Zu diesen gehört der Skasen und der Røgden. Die Gesamtfläche der Kommune beträgt 837,17 km², wobei Binnengewässer zusammen 59,63 km² ausmachen. Die Gewässer im Osten der Kommune fließen nach Schweden ab.
Das Terrain auf Höhen zwischen 200 und 500 moh. ist größtenteils bewaldet. Der Osten der Kommune geht in das Waldgebiet Finnskogen ein, das sich über Norwegen und Schweden erstreckt. Die größte Siedlung in diesem Gebiet ist der Ort Svullrya. Die Erhebung Kaketjennsberget im Nordosten von Grue stellt mit einer Höhe von 583,5 moh. den höchsten Punkt der Kommune Grue dar.

## Einwohner
Der Großteil der Einwohner lebt entlang der Glomma sowie in den angrenzenden Seitentälern. Die Waldgebiete im Osten der Kommune wurden ab dem Beginn des 17. Jahrhunderts von Finnen besiedelt. Diese Personen werden Waldfinnen (norwegisch skogfinnene) genannt und die Gegend trägt deshalb auch den Namen Finnskogene. Die Anzahl der Einwohner in Grue ist stark rückläufig. Der höchste Wert wurde nach dem Ende des Zweiten Weltkriegs erreicht. Kirkenær ist der einzige sogenannte Tettsted, also die einzige Ansiedlung, die für statistische Zwecke als eine städtische Siedlung gewertet wird. Zum 1. Januar 2024 lebten dort 1225 Einwohner.
Die Einwohner der Gemeinde werden Grusokning genannt. Offizielle Schriftsprache ist wie in vielen Kommunen in Innlandet Bokmål, die weiter verbreitete der beiden norwegischen Sprachformen.
| Jahr          | 1986 | 1990 | 1995 | 2000 | 2005 | 2010 | 2015 | 2020 | 2025 |
| ------------- | ---- | ---- | ---- | ---- | ---- | ---- | ---- | ---- | ---- |
| Einwohnerzahl | 6037 | 5881 | 5602 | 5442 | 5275 | 5078 | 4853 | 4612 | 4513 |

## Geschichte und Kultur

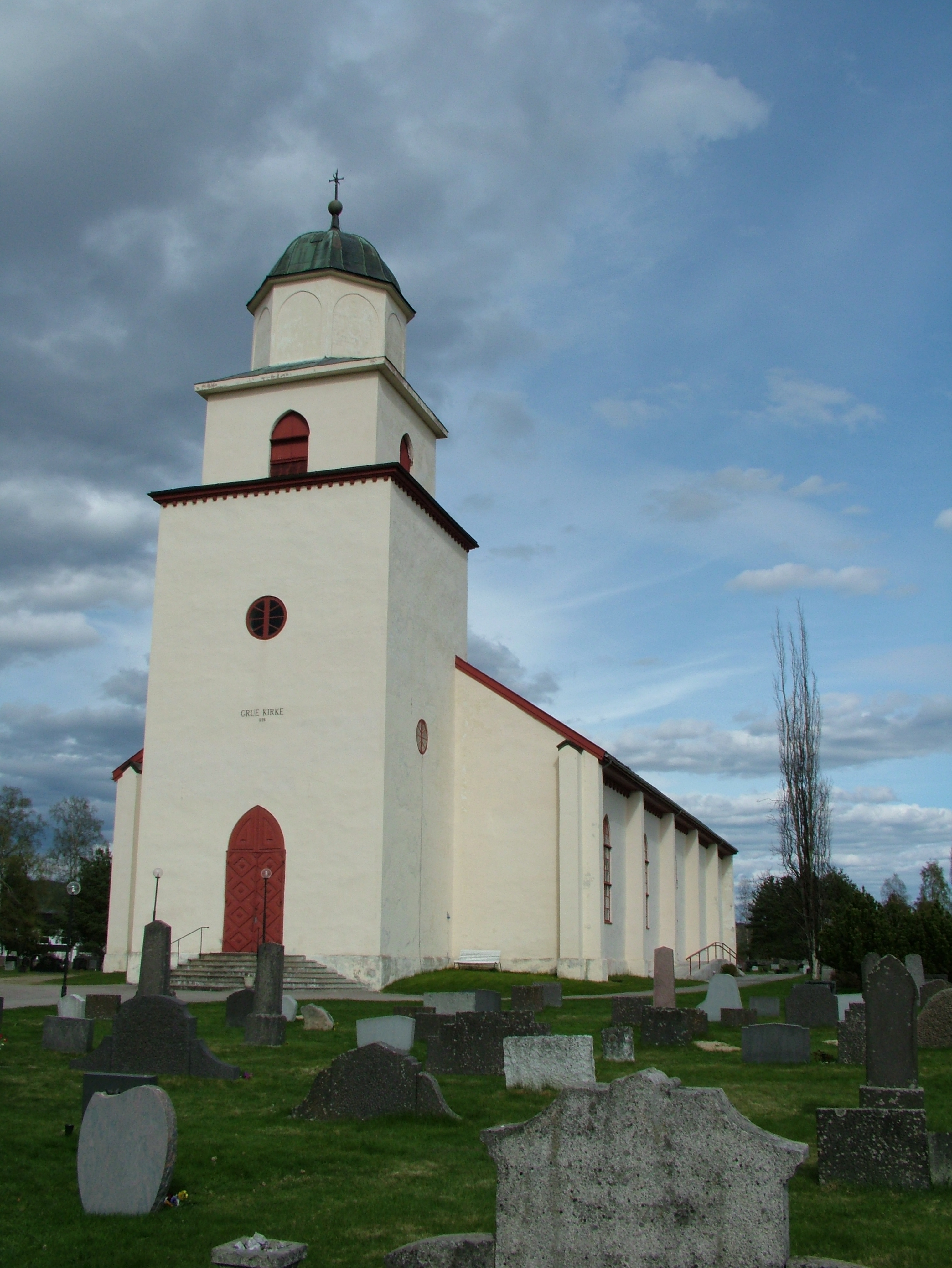
Kirche von Grue

Die Kommune Grue entstand im Rahmen der Einführung der lokalen Selbstverwaltung im Jahr 1837. Im Jahr 1867 wurde die Kommune Brandval mit 3946 Einwohnern von Grue abgespalten. Grue verblieb nach der Auftrennung mit 6464 Einwohnern. Im Jahr 1941 ging ein Gebiet mit 68 Einwohnern von Grue an Brandval über. Ein von 23 Personen bewohntes Areal wurde zu Beginn des Jahres 1969 in Grue eingemeindet. Es gehörte zuvor der Kommune Åsnes an. Fünf Jahre später wurde ein unbewohntes Gebiet von Grue an Kongsvinger übergeben. Bis zum 31. Dezember 2019 gehörte Grue dem damaligen Fylke Hedmark an. Dieses ging im Zuge der Regionalreform in Norwegen in das zum 1. Januar 2020 neu geschaffene Fylke Innlandet über.
In der Gemeinde ereignete sich einer der verheerendsten Kirchenbrände Norwegens, der Brand der Kirche von Grue. Am 26. Mai 1822, dem ersten Pfingsttag, brach in der Stabkirche während des Gottesdienstes Feuer aus. In der Kirche befanden sich zu diesem Zeitpunkt rund 600 Personen. Weil die Türen nur nach innen aufgingen und Massenpanik ausbrach, verbrannten im hölzernen Sakralbau mindestens 113 Menschen. Die meisten Todesopfer waren Frauen und Kinder, die in einem anderen Teil der Kirche saßen als die Männer. Der Pfarrer Iver Hesselberg entging dem Desaster durch einen Sprung aus dem Fenster. Die Brandursache konnte nicht aufgeklärt werden.
In der Kommune befinden sich heute zwei Kirchen. Die Grue kirke in Kirkenær wurde im Jahr 1825 nach Plänen von Hans Ditlev Franciscus von Linstow erbaut. Im Gegensatz zu ihrer Vorgängerkirche wurde sie nicht in Holz erbaut. Im Jahr 1886 fertiggestellt wurde die Grue Finnskog kirke in Svullrya, im Osten der Kommune. Bei der Kirche handelt es sich um eine Holzkirche.
Grue gehört zu den Zentren der waldfinnischen Kultur. In Svullrya befindet sich das Norsk Skogfinsk Museum, das sich mit der Kultur und Geschichte der Waldfinnen in der Region beschäftigt. Die aus der Kommune stammende Musikerin Sinikka Langeland gehört zu den Vermittlern der waldfinnischen Kultur.

## Wirtschaft und Infrastruktur

### Verkehr

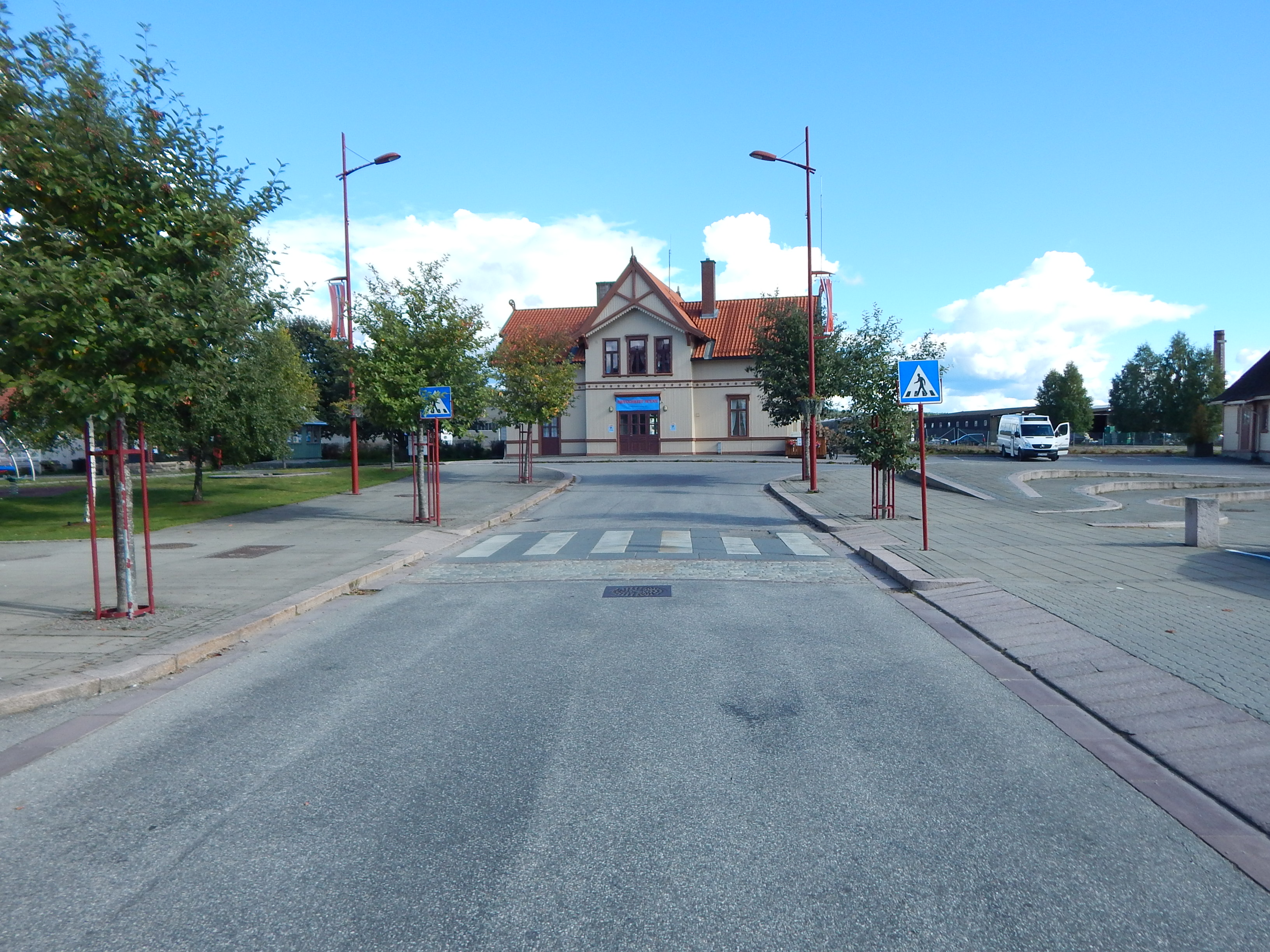
Bahnhof in Kirkenær

Weitgehend parallel zum Ostufer der Glomma verläuft der Riksvei 2 durch Grue. Diese mündet südlich von Grue in der Stadt Kongsvinger in die Europastraße 16 (E16). In der Ortschaft Kirkenær zweigt der Fylkesvei 201 vom Riksvei 2 in den Osten ab. Der Fylkesvei führt bis an die schwedische Grenze. Weitgehend parallel zum Riksvei 2 und zur Glomma verläuft die Bahnlinie Solørbanen durch Grue. Die Bahnlinie führt von Kongsvinger im Süden bis Elverum weiter im Norden des Fylkes Innlandet. Der Passagierverkehr wurde im Jahr 1992 eingestellt. Seitdem wird sie nur noch für den Güterverkehr genutzt.

### Wirtschaft
Für die lokale Wirtschaft ist insbesondere die Land- und Forstwirtschaft sowie die Industrie von Bedeutung. Die für die Landwirtschaft am besten geeigneten Böden befinden sich entlang der Glomma. Dort werden unter anderem Getreide und Kartoffeln angebaut. Die Industrie in Grue stützt sich vor allem auf die Verarbeitung von Erzeugnissen aus der Land- und Forstwirtschaft. Der Ort Kirkenær gilt als Handels- und Dienstleistungszentrum der Region Solør. Im Jahr 2021 arbeiteten von rund 1990 Arbeitstätigen nur etwa 1170 in Grue selbst, jeweils über 200 Personen pendelten in die beiden Nachbarkommunen Kongsvinger und Åsnes. Die restlichen Pendler verteilten sich auf Kommunen wie Oslo und Våler.

## Name und Wappen
Das Wappen wurde 1992 genehmigt. In den Farben Grün und Silber erinnert der Wappenschnitt an Wolfszähne sowie an die Flammen, die 1822 die alte Kirche von Grue zerstörten. Die Kommune ist nach dem alten Hof Grue benannt. Grue wurde im Jahr 1224 als Gravar, im Jahr 1321 als Grafu und im Jahr 1347 als Grofu erwähnt. Der Name geht auf das altnordische Wort grof(a) zurück, das so viel wie „Grube, Senke“ bedeutet.

## Persönlichkeiten
- Kristian Prestrud (1881–1927), Polarforscher und Offizier
- Hagbart Haakonsen (1895–1984), Skilangläufer
- Ragnhild Queseth Haarstad (1939–2017), Politikerin
- Sinikka Langeland (* 1961), Folk- und Weltmusik-Künstlerin